# 철학 원리
《철학 원리》(哲學原理, 라틴어: Principia philosophiae)는 르네 데카르트가 라틴어로 쓴 서적으로, 1644년에 출간되었다. 데카르트가 사용한 "철학"이라는 용어는 "자연 철학"을 가리키는 것으로, 그 당시에는 과학을 부르는 말이었다. 갈릴레이 사건으로 '지동설(地動說)'을 중요한 내용으로 한 <우주론>의 공간(公刊)을 단념한 데카르트도 1644년 48세 때에 드디어 자연학을 포함한 전 철학 체계의 공간을 마음먹었다. 이것은 당초 6부로 될 예정이었으나 제5부 '동물과 식물의 본성에 대해서'와 후에 <정념론(情念論)>에서 전개되는 제6부 '인간의 본성에 대해서'는 준비 부족으로 결국 집필되지 못하고, 제1부 '인간적 인식의 원리에 대해서', 제2부 '물체적 사물의 원리에 대해서', 제3부 '가시적(可視的) 세계에 대해서', 제4부 '지구에 대해서'가 출판되었다. 이 제3부에서 그는 사실상 지동설을 받아들이면서 '어떤 것의 고유한 운동'에 대한 특유의 정의(定義) 방법에 의해서 원리상 지구는 움직이지 않는다고 주장했다.